# Caserío Zuaznabar Haundi

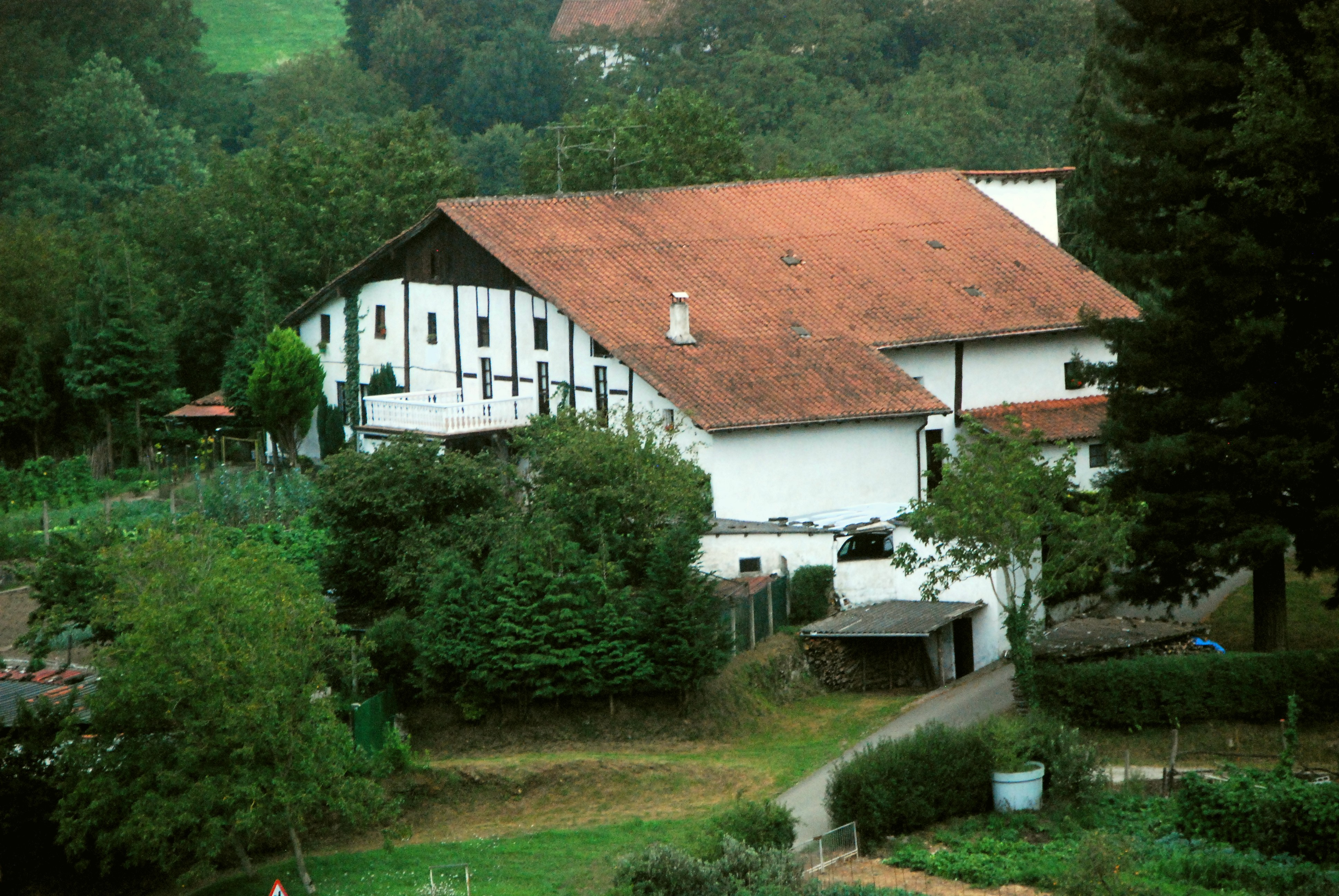
Zuaznabar Haundi baserria

El caserío Zuaznabar Haundi en Alzo (Provincia de Guipúzcoa, España) es un edificio situado sobre una loma al pie del monte Ollaun. 

## Descripción
Se trata de un edificio de planta rectangular, con cubierta de madera a dos aguas con cumbrera perpendicular a la fachada principal, de orientación SE; altura de dos plantas y desván. Se halla dividido en dos viviendas. 
El aparejo es de mampostería enlucida y blanqueada dejando a la vista los postes-ejes, tres en los esquinales, cinco en el frontis de la fachada principal SE y tres en la fachada trasera NW. El entramado de madera restante está enlucido y blanqueado. Son destacables en la fachada principal los cinco postes-ejes y los dos esquinales que arrancan en la planta baja y terminan en el bajo cubierta. Un anejo adosado anejo se sitúa en la parte central de esta fachada. En la planta baja posee cuatro balcones antepechados y una puerta que da acceso al interior. En la primera planta, eje de seis ventanas con bastidores de madera. El hastial presenta tablazón de madera. La fachada NE posee un anejo adosado en su lado S, una puerta de acceso en el centro y otra pequeña adosada aneja en el lado N. La fachada SW presenta una puerta de acceso a la que se llega por cinco escalones de piedra semicirculares. En el bajo cubierta se abren dos pequeños huecos. La fachada NW presenta tres postes-ejes y un esquinal de madera, sí como dos huecos de ventana en la mitad N, siendo la mitad S una prolongación del edificio original, y como continuación ésta tiene un anejo pajar adosado.

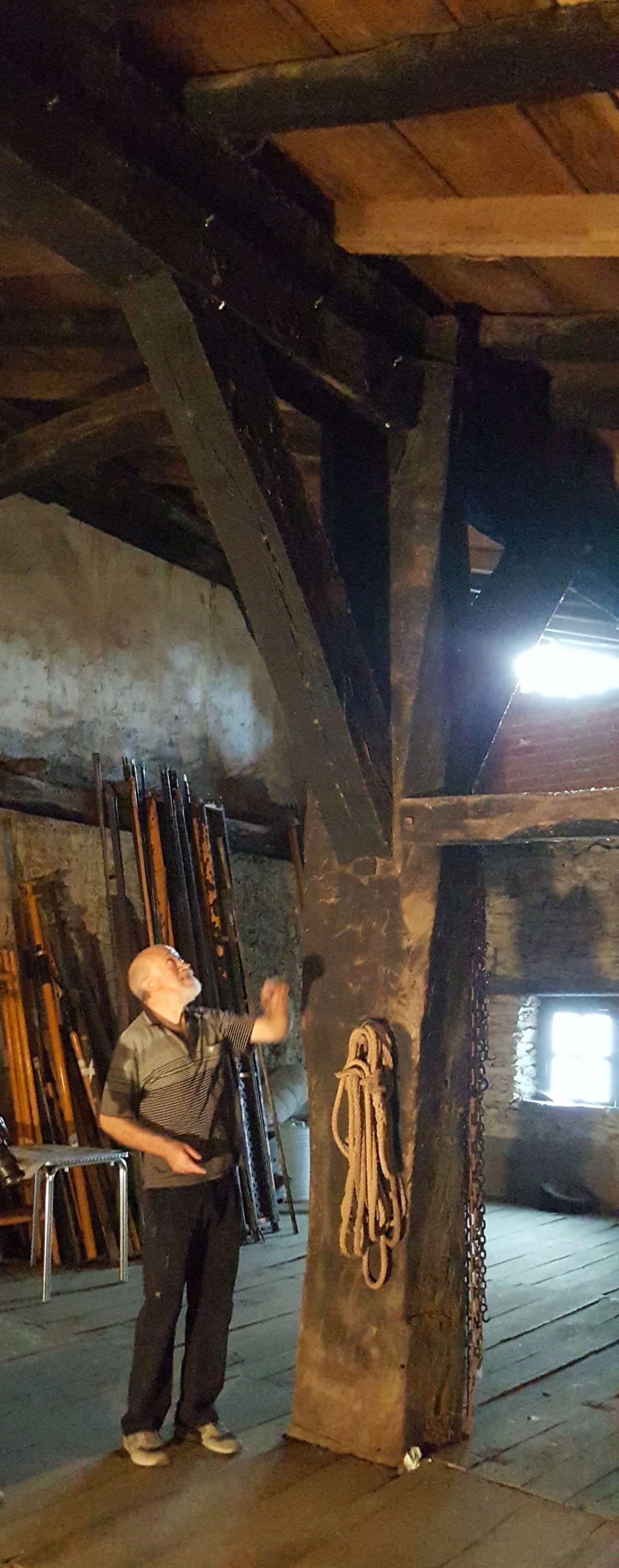
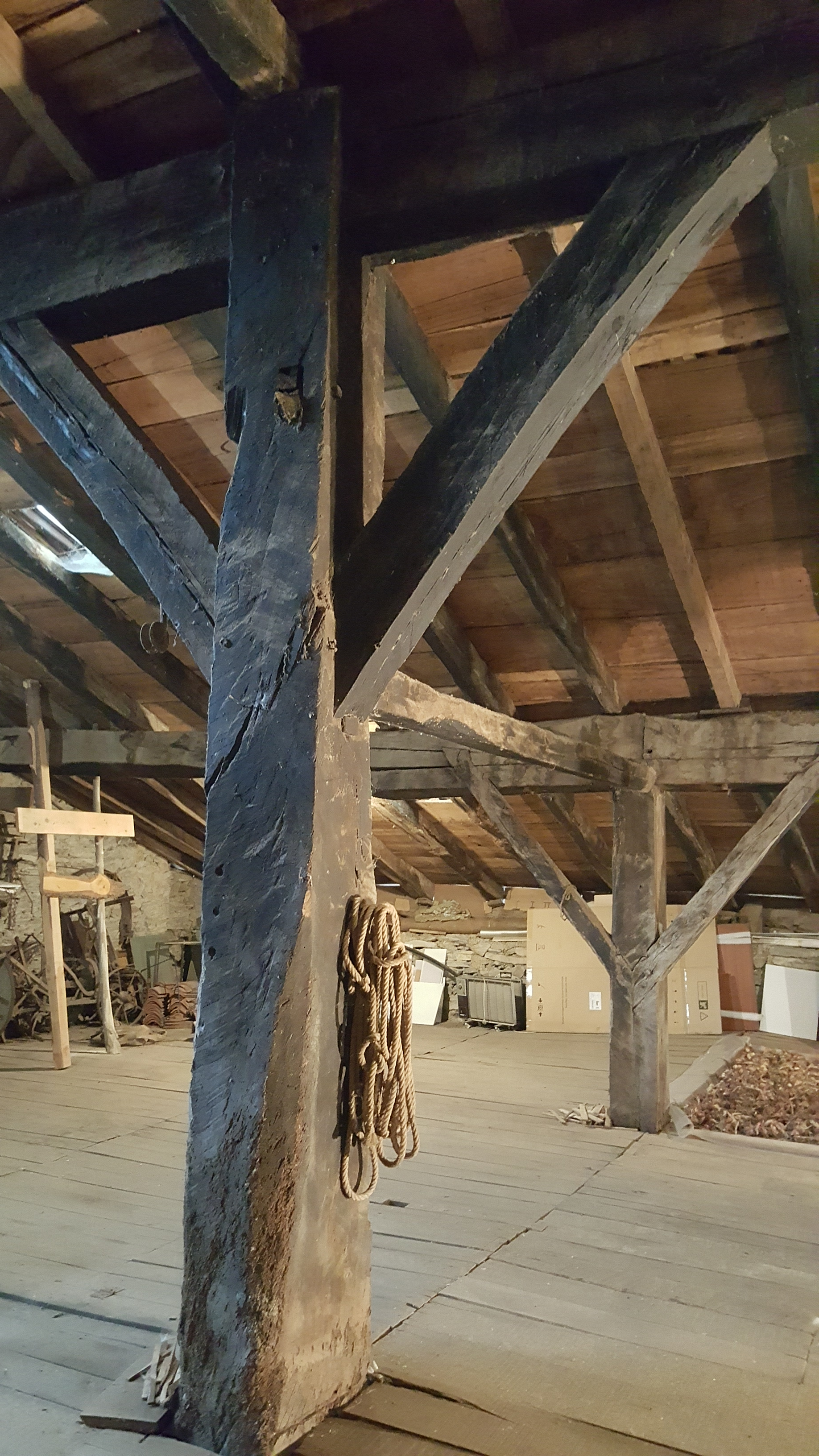
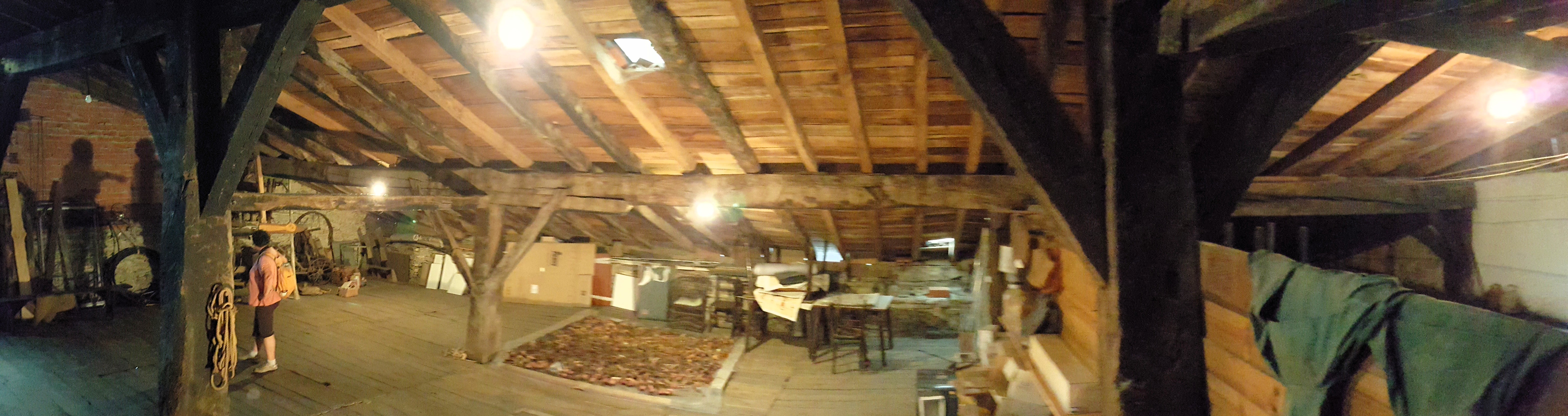
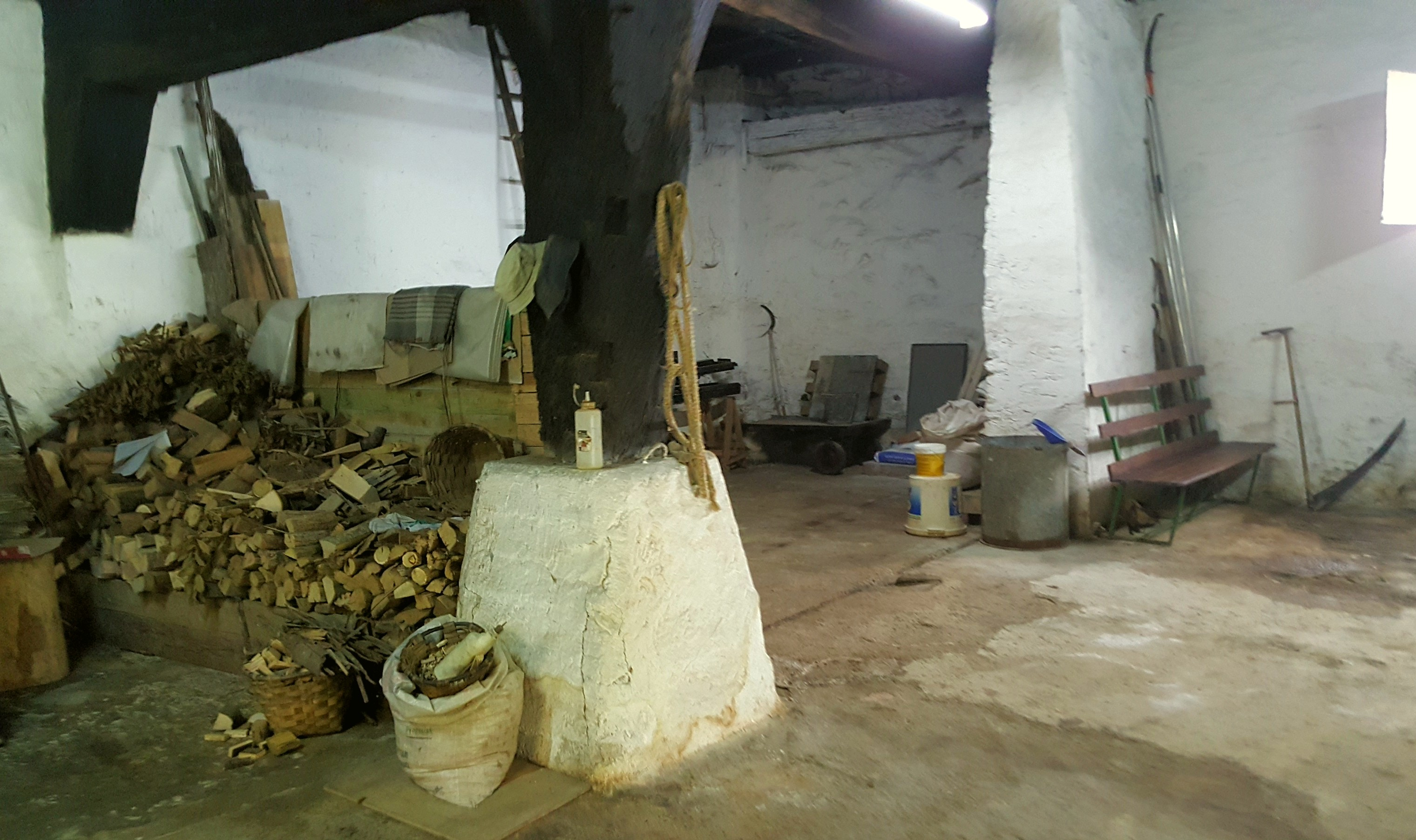

La estructura de este edificio estaba formada por postes-ejes enterizos y cuatro bernias correspondientes al lagar de viga del siglo XVI. Actualmente subsisten 21 postes de madera enterizos de los 24 originales, pues tres desaparecieron al construir el cuerpo adosado al edificio en su sector NW. Estos postes sostienen una armadura de largas vigas, tornapuntas, cabezales (algunos tallados) y la gran techumbre de largos cabrios que la forman. Un tabique sencillo de piedra y ladrillo separa ambas viviendas. Las cocinas-hogares y viviendas ocupan el tercio SE del caserío, en plantas baja y primera.